# Merindad de Montija
Merindad de Montija – gmina w Hiszpanii, w prowincji Burgos, w Kastylii i León, o powierzchni 100,07 km². W 2011 roku gmina liczyła 848 mieszkańców.